# Chlamydogobius gloveri
Chlamydogobius gloveri är en fiskart som beskrevs av Larson, 1995. Chlamydogobius gloveri ingår i släktet Chlamydogobius och familjen smörbultsfiskar. IUCN kategoriserar arten globalt som sårbar. Inga underarter finns listade i Catalogue of Life.